# Danh sách tập của Siêu trí tuệ Trung Quốc (mùa 1)
Dưới đây là danh sách các tập của chương trình Siêu trí tuệ (Trung Quốc) mùa 1 phát sóng năm 2014. Tất cả các giờ phát sóng trong bài này tính theo giờ ở Trung Quốc (UTC +8).

## Vòng 1
| Chú giải | Thí sinh đạt từ 80 điểm trở lên và được tiến cấp | Thí sinh không hoàn thành thử thách | Thí sinh hoàn thành thử thách nhưng không được tiến cấp | Thí sinh đạt ít hơn 80 điểm |

### Tập 1
Phát sóng: 22:00 ngày 3/1/2014. Khách mời danh tiếng là Li Yanhong và Jay Chou.
| STT | Tên thí sinh    | Quê quán  | Thử thách                     | Mô tả | Điểm dự đoán từ giám khảo | Điểm số từ giám khảo khoa học | Điểm chung cuộc |
| --- | --------------- | --------- | ----------------------------- | --- | ------------------------- | ----------------------------- | --------------- |
| 1   | Trịnh Tài Thiên | Bắc Kinh  | Bức tường ma phương           | Lấy ra một khối rubik đổi một ô màu trong đó. Người khiêu chiến tìm ra ô đã thay đổi màu sắc từ hai bức tường, mỗi bức chứa 2500 khối Rubik. Tìm 3 lần, đúng 2 lần khiêu chiến thành công.                                                   | 14                        | 8                             | 112             |
| 2   | Hoàng Hoa Châu  | Nam Ninh  | Nghe âm đọc số                | Tùy ý chọn ra 1 trong 50 bài nhạc phổ, người khiêu chiến biểu diễn bài nhạc, đồng thời ghi nhớ 88 chữ số ngẫu nhiên Sau đó nghe một âm ngẫu nhiên, nói ra vị trí nốt nhạc và chữ số tương ứng. Tìm 3 lần, đúng 2 lần khiêu chiến thành công. | 11                        | 6                             | 66              |
| 3   | Triệu Việt      | Nam Kinh  | Bịt mắt xuyên đường hầm laser | Đường hầm dài 10 m, 88 tia Lade, người khiêu chiến di chuyển qua đường hầm tránh các tia lade chiếu vào cơ thể trong điều kiện bị bịt mắt, chỉ được làm 1 lần, vượt qua khiêu chiến thành công.                                              | 15                        | 5                             | 75              |
| 4   | Lý Ngọc Quyên   | Hồng Kông | Nhận dạng khuôn mặt           | Trong 50 bức ảnh người không quen biết, tìm ra 2 bức ảnh đã được trộn lại thành chung 1 gương mặt. Tìm 2 lần, đúng 2 lần khiêu chiến thành công                                                                                              | 11                        | 8                             | 88              |

### Tập 2
Phát sóng: 22:00 ngày 10/1/2014.
| STT | Tên thí sinh    | Quê quán   | Thử thách                  | Mô tả | Điểm dự đoán từ giám khảo | Điểm số từ giám khảo khoa học | Điểm chung cuộc |
| --- | --------------- | ---------- | -------------------------- | --- | ------------------------- | ----------------------------- | --------------- |
| 1   | Dương Vạn Lý    | Quảng Đông | Nhìn vết đốm biết diện mạo | Có 101 con chó đốm, người khiêu chiến được phép quan sát chúng trong thời gian 5 ngày. Trên sân khấu chỉ bằng bức ảnh chụp vết đốm, tìm ra chính xác chó đốm đó. Có 4 cơ hội, đúng 3 lần khiêu chiến thành công                                                                        | 14                        | 6                             | 84              |
| 2   | Cát Vận Lâm     | Lan Châu   | Cộng trừ thần tốc          | Người khiêu chiến hoàn thành các đề tính nhẩm (chỉ cộng trừ giới hạn 3 chữ số) do 20 khán giả tùy ý ra đề. Có 3 cơ hội, đúng 2 lần khiêu chiến thành công | 12                        | 7                             | 84              |
| 3   | Ngô Thiên Thắng | Quảng Đông | Nhận dạng vân tay          | 120 khán giả tại trường quay cho dấu vân tay. Người khiêu chiến có thời gian ghi nhớ tên từng người và từng dấu vân tay. Ban giám khảo sau đó chọn ngẫu nhiên 1 trong 120 khán giả, khán giả nói tên, người khiêu chiến tìm ra dấu vân tay. Tìm đúng cả ba lần, khiêu chiến thành công | 15                        | 9                             | 135             |
| 4   | Lý Bằng         | Thiểm Tây  | Búng ngón tay              | Trong vòng 1 phút búng ngón tay 285 cái. | 10                        | 1                             | 10              |

### Tập 3
Phát sóng: 22:00 ngày 17/01/2014.
| STT | Tên thí sinh | Quê quán | Thử thách                     | Mô tả | Điểm dự đoán từ giám khảo | Điểm số từ giám khảo khoa học | Điểm chung cuộc |
| --- | ------------ | -------- | ----------------------------- | --- | ------------------------- | ----------------------------- | --------------- |
| 1   | Hồ Tiểu Linh | Hồ Bắc   | Kiểm sách điền từ             | 40 từ cho trước (bao gồm các từ gây nhiễu), 4 phút ghi nhớ hết tất cả. Người chơi sau đó tiến hành giải ô chữ, loại trừ từ gây nhiễu để điền đáp án chính xác mà không có gợi ý cho trước. | 11                        | 8                             | 88              |
| 2   | Châu Vĩ      | Sơn Tây  | Siêu tính nhẩm                | Tính phép tính lũy thừa và khai căn. | 15                        | 10                            | 150             |
| 3   | Trương Thánh | Nam Kinh | Nhìn quang điểm nhận bản nhạc | Tùy ý chọn 3 nhạc phổ vĩ cầm, người khiêu chiến không nhìn thấy người chơi đàn mà chỉ nhìn hình do quang điểm tạo thành, 2 lần nói ra nhạc phổ chính xác, khiêu chiến thành công           | 10                        | 4                             | 40              |

### Tập 4
Phát sóng: 22:00 ngày 24/1/2014.
| STT | Tên thí sinh                    | Quê quán | Thử thách                        | Mô tả | Điểm dự đoán từ giám khảo | Điểm số từ giám khảo khoa học | Điểm chung cuộc |
| --- | ------------------------------- | -------- | -------------------------------- | --- | ------------------------- | --- | --------------- |
| 1   | Giả Lập Bình                    | Bắc Kinh | Một hơi xoay rubik bịt mắt       | Thử thách đầu tiên trên thế giới, người khiêu chiến trong vòng 60 giây, ghi nhớ 2 rubik đã bị xáo trộn được để trong hộp kính trong suốt chứa nước cao 1,5 m. Người khiêu chiến bịt mắt xuống nước khôi phục 2 rubik.                                                     | 8                         | 10 | 80              |
| 2   | Triệu Thục Phương               | Sơn Đông | Nghe chữ đoán nét bút            | Lựa chọn khán giả bất kỳ và nói một cụm từ, người khiêu chiến nghe cụm từ đoán tổng số nét chữ trong cụm từ đó | 12                        | Không chấm điểm do giám khảo khoa học chưa xác định được chính xác tài năng, nghi ngờ là hội chứng Asperger. Đến tập 7, sau khi người khiêu chiến đã trải qua quá trình kiểm tra, giáo sư Ngụy chấm cô 1 điểm. | 12              |
| 3   | Ngải Hiểu Oa                    | Bắc Kinh | Thính phong giả khí tức biện vật | Tùy ý chọn 3 trong 25 vật dụng có sẵn trên sân khấu, người khiêu chiến chỉ dùng miệng thổi khí cảm nhận về vật dụng. Toàn bộ đáp án đúng, khiêu chiến thành công | 12                        | 7 | 84              |
| 4   | Thường Thanh Văn, Thường Hi Văn | Tứ Xuyên | Ghi nhớ bộ bài Tây               | Xáo trộn một bộ bộ bài Tây, hai anh em cùng quan sát, sau 180 giây ban giám khảo chọn ra một chất bất kỳ. Không trao đổi với nhau, hai anh em thay phiên nhau trả lời vị trí các lá bài từ lớn đến bé của chất được chỉ định. Toàn bộ đáp án đúng, khiêu chiến thành công | 11                        | - | -               |

### Tập 5
Phát sóng: 22:00 vào 7/2/2014. Chương Tử Di là giám khảo thay thế Đào Tinh Doanh cho tập này.
| STT | Tên thí sinh | Quê quán    | Thử thách            | Mô tả | Điểm dự đoán từ giám khảo | Điểm số từ giám khảo khoa học | Điểm chung cuộc |
| --- | ------------ | ----------- | -------------------- | --- | ------------------------- | ----------------------------- | --------------- |
| 1   | Lý Dũng      | tỉnh Hà Nam | Vi quan biện trứng   | 300 quả trứng gà, từ giữa tùy ý chọn 1 quả. Người khiêu chiến quan sát mà không chạm vào, sau đó mang quả trứng về chỗ cũ. Phân biệt chính xác khiêu chiến thành công | 14                        | 8                             | 112             |
| 2   | Vương Phong  | Bắc Kinh    | Anh hùng cứu mỹ nhân | 100 chìa khóa tương tự nhau, tùy ý chọn ra 20 chìa. Người khiêu chiến trên sân khấu ghi nhớ, tiếp theo 20 người mẫu tùy ý cầm bóng có đánh số thứ tự từ 1 đến 20 tương ứng với chìa khóa, sau đó bước vào phòng tương ứng. Giám khảo tùy ý chọn ra 1 người mẫu, người khiêu chiến cần nhớ ra chính xác số cửa trong đống chìa lộn xộn tìm ra chìa khóa mở cánh cửa đó, mở được khiêu chiến thành công | 14                        | 8                             | 112             |

Chú ý: "Vương Phong" trong tập này không phải là ca sĩ mà là nhà văn 24 tuổi ở Bắc Kinh; Lý Dũng là một người đàn ông 50 tuổi hiện đang sống ở tỉnh Hà Nam (Trung Quốc), không phải là cựu dẫn chương trình của CCTV.

### Tập 6
Phát sóng: 22:00 ngày 14/2/2014
| STT | Tên thí sinh    | Quê quán | Thử thách                   | Mô tả | Điểm dự đoán từ giám khảo | Điểm số từ giám khảo khoa học | Điểm chung cuộc |
| --- | --------------- | -------- | --------------------------- | --- | ------------------------- | ----------------------------- | --------------- |
| 1   | Lý Đồng Tinh    | An Huy   | Bịt mắt leo núi             | Bức tường cao 9m, góc nghiêng 45 độ có 62 chỗ bám với 3 màu sắc khác nhau. Người chơi trong vòng 120 giây ghi nhớ, giám khảo tùy ý chọn 1 màu bất kỳ. Người khiêu chiến bịt mắt leo núi, không được dùng mỏm có màu sắc khác, bấm được nút đỏ, khiêu chiến thành công | 13                        | 4                             | 52              |
| 2   | Nhiêu Thuấn Hàm | Hồ Bắc   | Kết toán thần tốc           | 100 đồ chơi trẻ em, tùy ý chọn 30 cái. Người khiêu chiến chỉ có 1 cơ hội duy nhất, tính nhanh hơn đúng hơn máy tính, khiêu chiến thành công | 14                        | 8                             | 112             |
| 3   | Vương Quốc Lâm  | Hồ Bắc   | Kiểm tra giá sách           | Từ trong hơn 30.000 cuốn sách của người khiêu chiến, lấy ra 3000 cuốn sách, tùy ý chọn ra 10 cuốn. Người khiêu chiến nói chính xác giá cả, tác giả, nhà xuất bản. Đúng tất cả khiêu chiến thành công                                                                  | 9                         | 6                             | 54              |
| 4   | Nghê Tử Cường   | Giang Tô | Nhìn liên tục cặp song sinh | Trên sân khấu có 32 cặp sinh đôi đảo lộn trật tư. Người khiêu chiến dùng năng lực nhận diện khuôn mặt của mình trong thời gian ngắn (dưới 10 phút) ghi nhớ vị trí và trả lời chính xác toàn bộ vị trí các cặp sinh đôi mới tính khiêu chiến thành công                | 12                        | 7                             | 84              |

### Tập 7
Phát sóng: 22:00 ngày 21/2/2014. 
| STT | Tên thí sinh       | Quê quán   | Thử thách          | Mô tả | Điểm dự đoán từ giám khảo | Điểm số từ giám khảo khoa học | Điểm chung cuộc |
| --- | ------------------ | ---------- | ------------------ | --- | ------------------------- | ----------------------------- | --------------- |
| 1   | Trương Vĩnh Nguyên | Đài Bắc    | Thần kỳ mô cốt thủ | 100 thanh niên vóc dáng tương tự nhau, giám khảo tùy ý chọn 1 người. Người khiêu chiến nhắm mắt dùng 2 tay sờ, 3 phút cảm nhận chi tiết thân thể. Sau đó tháo miếng che mắt ra, quan sát không dùng tay, tìm ra chính xác người giám khảo chọn, khiêu chiến thành công                                        | 12                        | 3                             | 36              |
| 2   | Hoàng Kim Đông     | Quảng Châu | Phân biệt mã QR    | 102 tấm ảnh mã QR, khán giả tại trường quay tùy ý chọn lựa, dưới mỗi tấm ảnh mã QR viết số điện thoại bản thân. Người khiêu chiến có 30 phút ghi nhớ tất cả. Hai lần đều nói đúng tấm ảnh mã QR và số điện thoại của ai, khiêu chiến thành công                                                               | 14                        | 8                             | 112             |
| 3   | Trần Tuấn Sinh     | Đài Bắc    | Mật mã liên hoàn   | 12 két sắt, chọn 12 khán giả lên sân khấu tùy ý thiết lập mật khẩu gồm 4 chữ số. Người khiêu chiến nghe và ghi nhớ mật mã, sau đó dựa và mật mã bên trong két sắt theo mã số đó mở két sắt tiếp theo, giải khóa trong không trung hết 12 két sắt trong vòng 200 giây. Toàn bộ mở khóa, khiêu chiến thành công | 10                        | 5                             | 50              |

## Vòng 2
| Chú giải | Thí sinh xuất hiện từ vòng 1 | Thí sinh xuất hiện từ vòng 1 và khiêu chiến thành công | Thí sinh khiêu chiến thất bại | Thí sinh khiêu chiến thành công |

### Tập 8
Phát sóng: 22:00 ngày 28/2/2014. Châu Kiệt Luân trở lại với tư cách khách mời.
| STT | Tên thí sinh      | Tên thí sinh    | Tên thử thách          | Mô tả | Điểm dự đoán từ giám khảo | Điểm số từ giám khảo khoa học | Điểm chung cuộc | Kết quả |
| --- | ----------------- | --------------- | ---------------------- | --- | ------------------------- | ----------------------------- | --------------- | --- |
| 1   | Trương Tả Dịch Uy | Nghê Tử Cường   | Hồi phục tranh sơn dầu | 6 bức tranh sơn dầu với 2231 mảnh vỡ. Người khiêu chiến trước khi lên đài có 6 tiếng để ghi nhớ kỹ 6 bức tranh. Giám khảo sau đó tùy ý chọn ra 1 mảnh vỡ, người khiêu chiến căn cứ thông tin mảnh vỡ, xác định tọa độ mảnh vỡ trên bức tranh ban đầu. Chỉ một lần duy nhất, chính xác khiêu chiến thành công            | 13                        |                               |                 | Thí sinh không tìm được vị trí mảnh vỡ được chọn |
| 2   | Tôn Triệt Nhiên   | Tôn Triệt Nhiên | Sudoku bịt mắt         | Tại bảng sodoku 9x9, giám khảo tùy ý chọn một chữ số từ 1 đến 9 và một màu sắc theo bảng màu chỉ định. Người khiêu chiến sau khi biết vị trí ô số và màu, quay lưng lại màn hình, điền hoàn chỉnh bảng sodoku trên, mỗi con số và màu sắc trong mỗi ô là duy nhất không được trùng lặp. Hoàn tất khiêu chiến thành công | 14                        | 8                             | 112             | Tuy người khiêu chiến không khiêu chiến một ai cụ thể, nhưng căn cứ trên số điểm, giáo sư Ngụy loại 2 người điểm thấp hơn là Cát Vân Lâm, Hồ Tiểu Linh. |
| 3   | Tôn Tiểu Huy      | Lý Dũng         | Phân biệt Tròng mắt    | Ngẫu nhiên chọn 100 khán giả từ trường quay, tiến hành quét Tròng mắt bên phải mỗi người và ghi lại họ tên tương ứng. Người khiêu chiến sau 2 tiếng ghi nhớ, giám khảo tùy ý chọn 1 ảnh Tròng mắt, người khiêu chiến nói ra họ tên đối ứng. Có 2 lần, 1 lần trả lời đúng tính khiêu chiến thành công                    | 14                        | 7                             | 98              | Tôn Hiểu Huy tìm chính xác nhưng điểm chung cuộc thấp hơn Lý Dũng (112 điểm)                                                                            |

### Tập 9
Phát sóng: 22:00 ngày 7/3/2014.
| STT | Tên thí sinh   | Tên thí sinh  | Tên thử thách                      | Mô tả | Điểm dự đoán từ giám khảo | Điểm số từ giám khảo khoa học | Điểm chung cuộc | Kết quả |
| --- | -------------- | ------------- | ---------------------------------- | --- | ------------------------- | ----------------------------- | --------------- | --- |
| 1   | Lý Vân Long    | Lý Vân Long   | Bịt mắt qua cầu                    | Cây cầu có 120 ô màu xanh và đỏ. Màu đỏ nguy hiểm, màu xanh an toàn. Người khiêu chiến quan sát trong 60 giây, sau đó quay lưng lại chỉ khách mời qua cầu an toàn. Qua cầu an toàn, khiêu chiến thành công. | 15                        | 8                             | 120             | Tuy người khiêu chiến không khiêu chiến một ai cụ thể, nhưng căn cứ trên số điểm, giáo sư Ngụy loại người điểm thấp hơn là Nhiêu Thuấn Hàm.         |
| 2   | Lưu Hồng Chí   | Lưu Hồng Chí  | Phá khóa điện thoại                | 100 khán giả tùy ý thiết lập mã khóa màn hình trên 100 chiếc điện thoại. Mỗi mật mã chỉ được nhìn một lần. Sau đó, giám khảo chọn 1 chiếc điện thoại để mở khóa. Có 3 lần cơ hội. 2 lần đúng, khiêu chiến thành công.                                                                                                | 14                        | 9                             | 126             | Tuy người khiêu chiến không khiêu chiến một ai cụ thể, nhưng căn cứ trên số điểm, giáo sư Ngụy loại 2 người điểm thấp hơn là Dương Vạn Lý, Lý Dũng. |
| 3   | Dương Quán Tân | Lý Ngọc Quyên | Vi quan biện thức mỹ nhân Hàn Quốc | 60 mỹ nhân Hàn Quốc từng đôi một hợp thành 1770 bức ảnh khuôn mặt tương tự nhau. Đề 1: Từ một bức ảnh hợp thành, người khiêu chiến tìm ra hai bức ảnh gốc hợp thành bức ảnh đó Đề 2: Từ hai bức ảnh gốc, người khiêu chiến quan sát và tìm ra bức ảnh hợp thành. Cả hai đề đều chính xác thì mới tính là thành công. | 13                        | 9                             | 117             | Dương Quán Tân có điểm chung cuộc cao hơn Lý Ngọc Quyên (88 điểm)                                                                                   |

## Vòng 3
| Chú giải | Thắng | Hòa |

#### Tập 10
Phát sóng: 22:00 (14:00 ở Luân Đôn, Anh quốc, 9:00 ở thành phố New York, Hoa Kỳ) ngày 14/03/2014. Các thí sinh nước ngoài đến từ Ý và đều là những người chiến thắng của cuộc thi Superbrain - Le Supermenti (phiên bản Ý của The Brain, phát trên Rai 1).
Khách mời tập này là Lâm Đan, một vận động viên cầu lông nổi tiếng Trung Quốc, và giám khảo quốc tế là Robert Desimone, giám Đốc của McGovern Viện Nghiên cứu Não tại Viện Công nghệ Massachusetts.
| Trận đấu | Trung Quốc      | Italy            | Thử thách                      | Thể thức thi đấu | Diễn biến và kết quả |
| -------- | --------------- | ---------------- | ------------------------------ | --- | --- |
| 1        | Trịnh Tài Thiên | Franco Gengotti  | Bức tường rubik                | Hai tuyển thủ lần lượt khiêu chiến bức tường Rubik gồm 7000 khối rubik tạo thành, dùng đồng xu quyết định ai ra đề trước. Người ra đề tùy ý đổi 3 ô màu trên một bức tường, người còn lại tìm ra ô màu thay đổi. Trong thời gian quy định 8 phút, ai tìm ra nhiều ô màu hơn sẽ thắng, nếu tìm được số ô màu bằng nhau giám khảo quốc tế sẽ quyết định thắng bại.                      | Franco đã cố gắng để tìm thấy sự khác biệt thiết lập của Trịnh Tài Thiên 3 lần, nhưng đã thất bại trong 8 phút giới hạn thời gian; Trịnh Tài Thiên tìm thấy một sự khác biệt lúc 6 phút 17.02 giây |
| 2        | Dương Quán Tân  | Marco Pellegrini | Nghe âm thanh đoán trọng lượng | Cả hai của các thí sinh phải đối mặt với ba ly nước, họ phải tính toán tổng bao nhiêu gam nước trong 3 ly nước bằng cách nghe âm thanh của nó (Sai số cho phép là không quá 3 gram) | Marco trả lời 276 g, thực tế là 273.7 g; còn Quán Tân trả lời 498 g, thực tế là 493.6 g |
| 3        | Lý Vân Long     | Andrea La Torre  | Đôi tân lang tân nương         | Nhớ và xếp đúng vị trí chính xác 102 cô dâu và chú rể trên sân khấu. | Lý Vân Long bắt đầu từ bên phải, và Andrea từ bên trái. Long mất 1 phút và 18.15 giây. Andrea mất 2 phút và 41.51 giây. |
| 4        | Ngô Thiên Thắng | Matteo Salvo     | Phân biệt ly giấy              | 40 ly giấy chia thành 4 nhóm, mỗi nhóm có những con số từ 0 đến 9. Tung đồng xu quyết định thứ tự khiêu chiến, tự chọn thời gian ghi nhớ những chiếc ly giấy. Giám khảo quốc tế tùy ý chọn ra 15 chiếc cốc, ngẫu nhiên xếp chồng lên nhau thanh hình kim tự tháp, người khiêu chiến sau khi quan sát viết ra đáp án, 5 hàng đều chính xác. Người dùng ít thời gian hơn sẽ chiến thắng | Robert Desimone nói rằng ông muốn thêm 10 phép tính đơn giản trước khi thí sinh viết đáp án. Lý do là để ngăn chặn việc thí sinh ghi nhớ con số trực tiếp. Matthew muốn 10 giây để nhớ những số, và ông trả lời không chính xác, với bốn con số sai. Sau đó là Ngô Thiên Thắng muốn có 6 giây để ghi nhớ. Cuối cùng, Ngô Thiên Thắng trả lời đúng |

Người chiến thắng cuối cùng:  Trung Quốc với tỷ số 3-1

#### Tập 11
Tập này được phát sóng lúc 22:00 (14:00 ở Luân đôn, Anh quốc, 9:00 ở thành Phố New York, Hoa Kỳ) vào ngày 21/03/2014. Các thí sinh nước ngoài đến từ Tây Ban Nha và đều là những người chiến thắng của cuộc thi !: el gran desafío (Siêu trí tuệ Tây Ban Nha)
| Trận đấu. | Trung Quốc      | Tây Ban Nha        | Thử thách                                  | Thể thức thi đấu | Diễn biến và kết quả |
| --------- | --------------- | ------------------ | ------------------------------------------ | --- | --- |
| 5         | Lưu Hồng Chí    | Paco Páze          | Phân biệt hương sắc sàn diễn chữ T         | Giám khảo tùy ý chọn năm món đồ cho 20 người mẫu mặc trình diễn. Tuyển thủ phải nhớ các món đồ người mẫu mặc, chọn và mặc lại như cũ cho người mẫu mà giám khảo chỉ định. Ai chọn đúng nhiều hơn sẽ thắng | Chí chọn đúng 4/5 món đồ vật trong 52,76 giây còn Paco Páze chọn đúng 3/5 món đồ vật trong 1 phút 24,93 giây |
| 6         | Hoàng Kim Đông  | Antia Martinez     | Đại chiến mã vạch                          | Trong 3 tiếng ghi nhớ 150 mã vạch, chọn ngẫu nhiên 1 mã vạch. Chỉ quan sát hình ảnh mã vạch, viết đúng con số tương ứng với mã vạch. Vòng đầu được xem 1 hình ảnh mã vạch hoàn chỉnh, vòng 2 và 3 chỉ được xem 1/3 phần ở giữa hình ảnh của mã vạch. Ai có tỷ lệ chính xác cao hơn sẽ thắng | Vòng 1: Hoàng Kim Đông hoàn tất trong 21,06 giây còn Antia Martinez hoàn tất trong 1 phút 37,50 giây. Cả hai đều đúng nhưng Hoàng Kim Đông thắng do dùng ít thời gian hơn Vòng 2: Hoàng Kim Đông hoàn tất trong 3 phút còn Antia Martinez hoàn tất trong 1 phút 57,91 giây. Cả hai đều đúng được 3 số nên hòa nhau Vòng 3: Hoàng Kim Đông hoàn tất trong 18,98 giây còn Antia Martinez hoàn tất trong 51,33 giây. Cả hai đều đúng nhưng Hoàng Kim Đông thắng do dùng ít thời gian hơn |
| 7         | Tôn Triệt Nhiên | Martin Lopez-Nores | Đội Trung Quốc: Sudoku hình con rồng       | Đối thủ ra đề trong bảng sudoku 9x9, vẽ ngẫu nhiên 1 đường xuyên 9 ô, đường xuyên này phải theo góc nghiêng 45 độ. Bên nhận thử thách sau khi ghi nhớ đường xuyên này, không được nhìn mà phải điền nhẩm hoàn chỉnh bảng sudoku, đường xuyên 9 ô kia cũng phải điền hoàn chỉnh từ số 1 đến 9. | Tôn Triệt Nhiên chơi trước và hoàn thành phần thi. Sau đó đến lượt Martin. Tôn Triệt Nhiên ra đề, chọn A5 là điểm bắt đầu với số 31, và B5 là điểm kết thúc. Tổng các số hàng ngang, hàng dọc là 477. Matin cũng hoàn thành phần thi. Cuối cùng, Giám khảo quốc tế quyết định Martin là người chiến thắng |
| 7         | Tôn Triệt Nhiên | Martin Lopez-Nores | Đội Tây Ban Nha: Tính nhẩm theo nước cờ đi | Bên ra thử thách sẽ chọn một số có 3 chữ số trong khoảng từ 200 - 500, chọn ngẫu nhiên vị trí xuất phát cũng như kết thức của quân Mã trong bàn cờ vua. Bên nhận thử thách sẽ di chuyển quân Mã theo quy tắc trong bàn cơ vua, đồng thời điền số vào vị trí Mã dừng lại (mỗi ô chỉ được đi đến 1 lần). Thành công khi tổng các số hàng ngang, hàng dọc đều bằng số có 3 chữ số mà bên thử thách đưa ra. | Tôn Triệt Nhiên chơi trước và hoàn thành phần thi. Sau đó đến lượt Martin. Tôn Triệt Nhiên ra đề, chọn A5 là điểm bắt đầu với số 31, và B5 là điểm kết thúc. Tổng các số hàng ngang, hàng dọc là 477. Matin cũng hoàn thành phần thi. Cuối cùng, Giám khảo quốc tế quyết định Martin là người chiến thắng |
| 8         | Giả Lập Bình    | Alexander Olleta   | Bịt mắt xoay rubik                         | 20 Lập phương Rubik được các giám khảo và khách mời xáo trộn tùy ý. Hai tuyển thủ có 1 giờ để ghi nhớ, sau đó bịt mắt và quay hoàn chỉnh 6 mặt, càng nhiều càng tốt trong 10 phút. | Alexander Olleta sử dụng 7 phút và 44 giây và chỉ có 5/10 Lập phương Rubik chính xác. Giả Lập Bình sử dụng 10 phút và có 13/15 Lập phương Rubik chính xác. |

Người chiến thắng cuối cùng:  Trung Quốc với tỷ số 3-1

#### Tập 12
Tập này được phát sóng lúc 21:30 (13:30 ở Luân đôn, Anh quốc, 8:30 ở thành Phố New York, Hoa Kỳ) vào ngày 28/03/2014. Các thí sinh nước ngoài đến từ Đức và đều là những người chiến thắng của cuộc thi Superhirn (Siêu trí tuệ Đức).
| Trận đấu. | Trung Quốc    | Đức                  | Thử thách         | Thể thức thi đấu | Diễn biến |
| --------- | ------------- | -------------------- | ----------------- | --- | --- |
| 9         | Vương Phong   | Boris Nikolai Konrad | Ghi nhớ xúc xắc   | 100 chiếc cốc, mỗi cốc có 4 viên xúc xắc. Hai tuyển thủ đồng thời ghi nhớ tổ hợp 4 xúc xắc trong 100 chiếc cốc đã được người chia bài lắc ngẫu nhiên tạo thành 1 cột (4 viên xúc xắc chồng lên nhau - nhất trụ kình thiên). Mỗi cốc được quan sát 5 giây, sau đó mỗi người có 2 lần được xem lại 2 chiếc cốc tùy ý. Khách mời tùy ý chọn 10 cốc, thí sinh nói chính xác số của mỗi viên xúc xắc theo thứ tự từ trên xuống của 5 cốc. Ai có tỷ lệ chính xác cao hơn sẽ thắng. Nếu hòa sẽ do giám khảo quốc tế quyết định | 10 cốc đầu tiên, cả hai đều đáp chính xác. Giám khảo quốc tế chọn ngẫu nhiên thêm 5 cốc, họ viết các số của xúc xắc lên bảng trong thời gian nhanh nhất. Boris viết xong trong 20.9 giây và nhanh hơn so với Phong. Tuy nhiên, Boris có một số sai, Phong đáp toàn bộ chính xác. |
| 10        | Châu Vỹ       | Rudiger Gamm         | Tính nhẩm đại đế  | Thi đấu tính nhẩm: nhân, lũy thừa, khai căn. Mỗi tuyển thủ tự chọn khả năng phạm vi tính nhẩm của mình để giám khảo ra đề | Họ phải đối mặt các câu hỏi về toán như sau: (1) 6,901×7,789=53,751,889 (Châu Vỹ); 571×857=489,347 (Rudiger) - Đề 1 cả hai chính xác (2) 713=96,889,010,407 (Châu Vỹ); 9317=2,912,125,755,884,410,842,622,249,257,854,493 (Rudiger) - Đề 2 Châu Vỹ đúng (3) 5√7,813,624,454,316,229=1,508.5875...(Châu Vỹ); 4√83=3.018349479...(Rudiger) - Đề 3 Rudiger đúng Đề 4 mỗi tuyển thủ chọn sở trường tính nhẩm của mình. Châu Vỹ chọn tìm số nguyên tố trong giới hạn tới số 30.000, giám khảo ra câu hỏi là 27.637 và 28.283 số nào không phải số nguyên tố, và câu trả lời của Châu Vỹ 28.283 là đúng (27,637=29×953); Rudiger chọn phép tính hàm sin từ 1 đến 1000°, giám khảo ra câu hỏi sin 289°, và câu trả lời của Rudiger là "-0.94518575..." (cũng đúng). Sau cùng, giám khảo quốc tế quyết định Rudiger chiến thắng |
| 11        | Ngải Hiểu Oa  | Dave Janischak       | Nghe âm biện vật  | Xác định các đồ vật (không cho tuyển thủ biết số lượng) được lựa chọn bởi giám khảo quốc tế. Trong thời gian 8 phút ai tìm chính xác nhiều đồ vật hơn sẽ chiến thắng. | Ngải Hiểu Oa sử dụng 2 phút và 37.40 giây để tìm ra 4 đồ vật bằng hơi thở (thổi khí vào vật), trong khi Dave Janischak hoàn thành trong 2 phút và 45.51 giây sử dụng sóng âm thanh (tiếng tặc lưỡi). Ngải Hiểu Oa đúng 3/4 đồ vật, Dave Janischak đúng 2/4 đồ vật |
| 12        | Nghê Tử Cường | Jurgen Seliger       | Thay đổi đột ngột | Tìm vị trí chính xác của nhân vật hay động vật trong 800 nhân vật và 70 động vật (hoàn toàn khác nhau, không trùng lặp) của bức tranh cát tái dựng Thanh minh thượng hà đồ | Hai tuyển thủ đều được ghi nhớ trong 2 giờ trước khi chương trình bắt đầu quay. Trong hai câu hỏi đầu tiên, họ đều có một vị trí chính xác. Trong câu hỏi cuối cùng, Nghê Tử Cường đã chọn đúng |

Người chiến thắng cuối cùng:  Trung Quốc với tỷ số 3-1

## Giám khảo
Giám khảo khoa học là Ngụy Khôn Lâm - Phó Giáo sư khoa Tâm lý học tại Đại học Bắc Kinh, Tiến sĩ Điều khiển Động học tại Đại học Pennsylvania
Giám khảo khách mời:
- Đào Tinh Doanh
- Lý Vĩnh Ba
- Lương Đông

Giám khảo quốc tế vòng Trung - Ngoại đối kháng:
- Robert Desimone - có giải thưởng của Viện Hàn lâm Khoa học Quốc gia và là người chiến thắng Golden Brain Award, Giáo sư Khoa Trí tuệ và Nhận thức của Viện Công nghệ Massachusetts
- Konrad Kording - Phó Giáo sư Đại học Northwestern
- Bernard Balleine - thành viên danh dự của Úc, Giám đốc Phòng thí nghiệm Khoa học thần kinh học của Viện Não và Tâm thần thuộc trường Đại học Sydney.

## Khách mời danh tiếng
| Tập      | Tên                    |
| -------- | ---------------------- |
| 1        | Lý Ngạn Hoành          |
| 1, 8, 12 | Châu Kiệt Luân         |
| 5, 7     | Chương Tử Di           |
| 9        | Mạnh Phi Ninh Tài Thần |
| 10       | Lâm Đan                |
| 11       | Kim Soo-hyun           |
| 11       | Trương Bá Chi          |

## Các sự việc xoay quanh mùa 1

### Sudokubịt mắt
Trong Tập 8, Tôn Triệt Nhiên - thí sinh 14 tuổi đến từ Bắc Kinh - thử thách chơi Sudoku bịt mắt. Vài giờ sau khi chương trình phát sóng, nhiều bình luận chủ yếu là từ mạng xã hội Sina Weibo chỉ trích chương trình, nói rằng mình đã thách thức không đủ khó khăn.

### Khách mờiKim Soo Hyun
Khách mời Kim Soo Hyun ở tập 11 cũng là một chủ đề gây nhiều tranh cãi ở Trung Quốc. Một phương tiện truyền thông báo cáo rằng Truyền hình Giang Tô đã thuê một chuyến bay để đón Kim từ Seoul, Hàn Quốc đến Nam Kinh. Theo đó, một đoàn tùy tùng, nhân viên an ninh đã được thuê, và hơn 300 sĩ quan cảnh sát Giang Tô và Nam Kinh được huy động để bảo đảm sự an toàn. Các phương tiện truyền thông cũng cho hay chi phí để mời được Kim Soo Hyun là khoảng 3.000.000 tệ (khoảng 521.319.010 Won. 488.520 $).

### Phần thi của Ngô Thiên Thắng và Matthew Salvo
Trong tập 10, Ngô Thiên Thắng đã làm sai 1 phép tính. Ngô Thiên Thắng viết: "18+99=107." Câu trả lời chính xác là 117. Tuy nhiên, quy định không cho rằng câu trả lời sai sẽ bị ảnh hưởng vào kết quả nhớ số các ly giấy